# Togiola Tulafono
Togiola Talalelei A. Tulafono (Aunu'u, 28 febbraio 1947) è un politico samoano americano.
Dal marzo 2003 al gennaio 2013 è il governatore delle Samoa Americane. Rappresentante del Partito Democratico, è stato vice-governatore delle Samoa Americane dal gennaio 1997 al marzo 2003, con Tauese Sunia alla guida dell'arcipelago.